# 降幡賢一
降幡 賢一（ふりはた けんいち、1945年〈昭和20年〉- ）は、日本の元新聞記者。
1989年（平成元年）朝日新聞珊瑚記事捏造事件での記事を書いたことで知られる。

## 来歴
長野県諏訪郡下諏訪町出身。諏訪清陵高校、東洋大学社会学部を経て、東京大学新聞研究所を中退した。1969年、朝日新聞社に入社した。2010年に退社後、日本エッセイスト・クラブ理事、東京経済大学講師を務めた。
1995年のオウム真理教事件以来、オウム事件関連裁判を長期に渡って傍聴し続け、『オウム法廷』シリーズとして連載・発表した。新実智光は降幡を意識した発言をしたことがある。

## 著作
- 『あすは―データコラム 人と本365日』朝日新聞　1993年
- 『オウム裁判と日本人』平凡社　2000年
- 『ターコイスブルー』文芸社　2009年

### 『オウム法廷』シリーズ
朝日文庫より出版。
- 『オウム法廷1 グルのしもべたち(上)』　1998年
- 『オウム法廷1 グルのしもべたち(下)』　1998年
- 『オウム法廷2 グルvs信徒(上)』　1998年
- 『オウム法廷2 グルvs信徒(下)』　1998年
- 『オウム法廷3 治療省大臣林郁夫』　1998年
- 『オウム法廷4 松本智津夫の意見陳述』　1999年
- 『オウム法廷5 ウソつきは誰か？』　2000年
- 『オウム法廷6 被告人を死刑に処する』　2000年
- 『オウム法廷7 「女帝」石井久子』　2001年
- 『オウム法廷8 無差別テロの源流』　2002年
- 『オウム法廷9 諜報省長官井上嘉浩』　2002年
- 『オウム法廷10 地下鉄サリンの実行犯たち』　2002年
- 『オウム法廷11 坂本弁護士襲撃犯』　2003年
- 『オウム法廷12 サリンをつくった男たち』　2003年
- 『オウム法廷13 極刑』　2004年